# Wulfthryth (femme d'Æthelred)
Wulfthryth est une reine anglaise du IXe siècle. Elle est la femme du roi du Wessex Æthelred.

## Biographie
L'existence de Wulfthryth n'est attestée que par un seul document : la charte S 340. Dressé en 868 à Dorchester, dans le Dorset, ce document n'est connu que par une copie figurant dans le Codex Wintoniensis, un cartulaire du XIIe siècle. Il enregistre une donation d'Æthelred, roi du Wessex, à son serviteur Hunsige. Ce dernier reçoit de son seigneur un terrain d'une superficie de 5 hides situé à Martyr Worthy, dans le Hampshire. Dans la liste des témoins apparaît en sixième position une « reine Wulfthryth », Ƿulfðryd regina.
Le titre de « reine » suggère qu'elle est l'épouse d'Æthelred. Elle est vraisemblablement la mère de ses deux fils, Æthelhelm et Æthelwold. Avec Judith, la deuxième femme d'Æthelwulf (le père d'Æthelred), elle est la seule femme de roi du Wessex à porter le titre de reine au IXe siècle. Il est possible qu'Æthelred ait accordé le rang de reine à sa femme pour renforcer les droits de leurs fils à la succession au détriment de son frère cadet Alfred.
Wulfthryth pourrait d'être d'origine mercienne, à moins qu'elle ne soit la sœur de l'ealdorman du Wiltshire Wulfhere. En 878, ce dernier se voit dépossédé de toutes ses terres pour avoir déserté Alfred, qui a succédé à Æthelred à sa mort en 871. S'il est effectivement le frère de Wulfthryth, il pourrait avoir cherché l'appui des Vikings pour installer un de ses neveux sur le trône.